# Visconti du Telman
Visconti du Telman (née le 6 mai 2009 à Talmont-Saint-Hilaire) est une jument de robe baie inscrite au stud-book du Selle français.
Elle est montée en saut d'obstacles par le cavalier français Kevin Staut.

## Histoire
Visconti du Telman naît le 6 mai 2009 à l'élevage de Marjorie et Françoise Sanguinetti, situé à Talmont-Saint-Hilaire dans le département de la Vendée, en France,.
Montée par Kevin Staut, elle participe à la finale de la Coupe du monde de saut d'obstacles à Omaha début 2023, avant d'être mise au repos plusieurs mois et de revenir pour le CSI4* de Bourg-en-Bresse en mai.
Elle retrouve son meilleur niveau en septembre 2023. En janvier 2024, elle est considérée comme l'une des plus sérieuses prétendantes à une sélection en équipe de France de saut d'obstacles pour les Jeux olympiques d'été de 2024, alors que Staut a déjà été sélectionné avec son cheval Beau de Laubry.

## Description

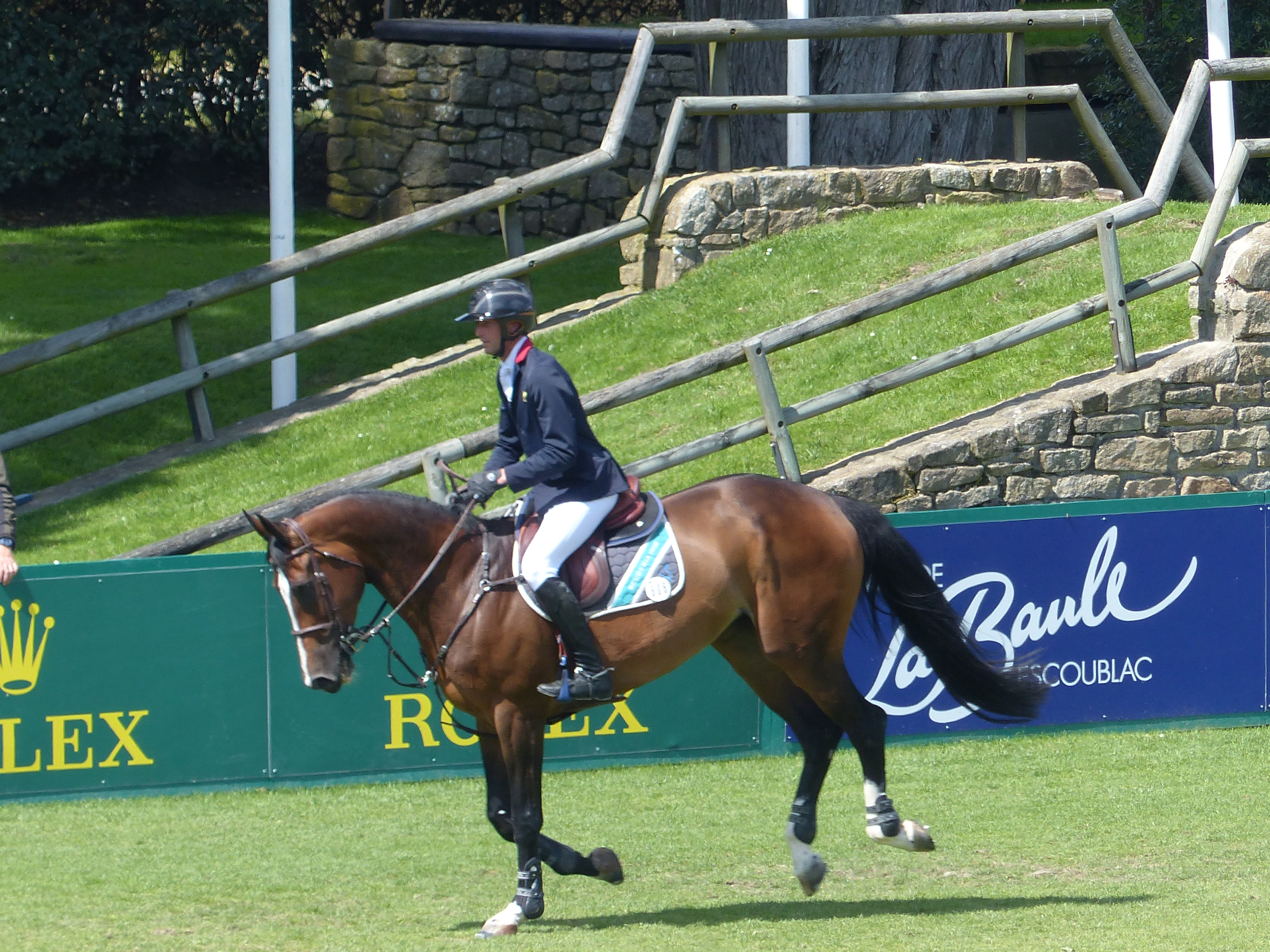
Visconti du Telman montée par Kevin Staut au CSIO de La Baule de 2024.

Visconti du Telman est une jument de robe baie, inscrite au stud-book du Selle français. Elle mesure 1,68 m (sans fers) à l'âge d'un an et demie,.

## Palmarès
Elle atteint un indice de saut d'obstacles (ISO) de 174 en 2022.
- juillet 2022 : 7e du Grand Prix du CHIO5* d'Aix-la-Chapelle[9] ;
- 2023 : 12e en individuel à la finale de la Coupe du monde de saut d'obstacles d'Omaha[1] ;
- janvier 2024 : vainqueur du Grand Prix du CSI5-W de Bâle, à 1,60 m, avec le seul double sans-fautes[5],[10] ;
- février 2024 : vainqueur du CSI5* d'Abou Dabi, à 1,50 m[11] ;
- mai 2024 : 8e du Grand Prix du CSIO5* de Rome[12]

## Origines
Visconti du Telman est une fille de l'étalon belge Toulon, et de la jument Selle français Rohanne du Telman, par Dollar du Mûrier,. Elle compte 40 % d'ancêtres Pur-sang selon le calcul de l'Institut français du cheval et de l'équitation, 39,86 % selon celui du site Hippomundo.

## Descendance
Avec l'étalon Ensor van de Heffinck, Visconti du Telman a donné une pouliche née en France chez Françoise Sanguinetti en 2018, Israël de Ronie.